# Vrátna

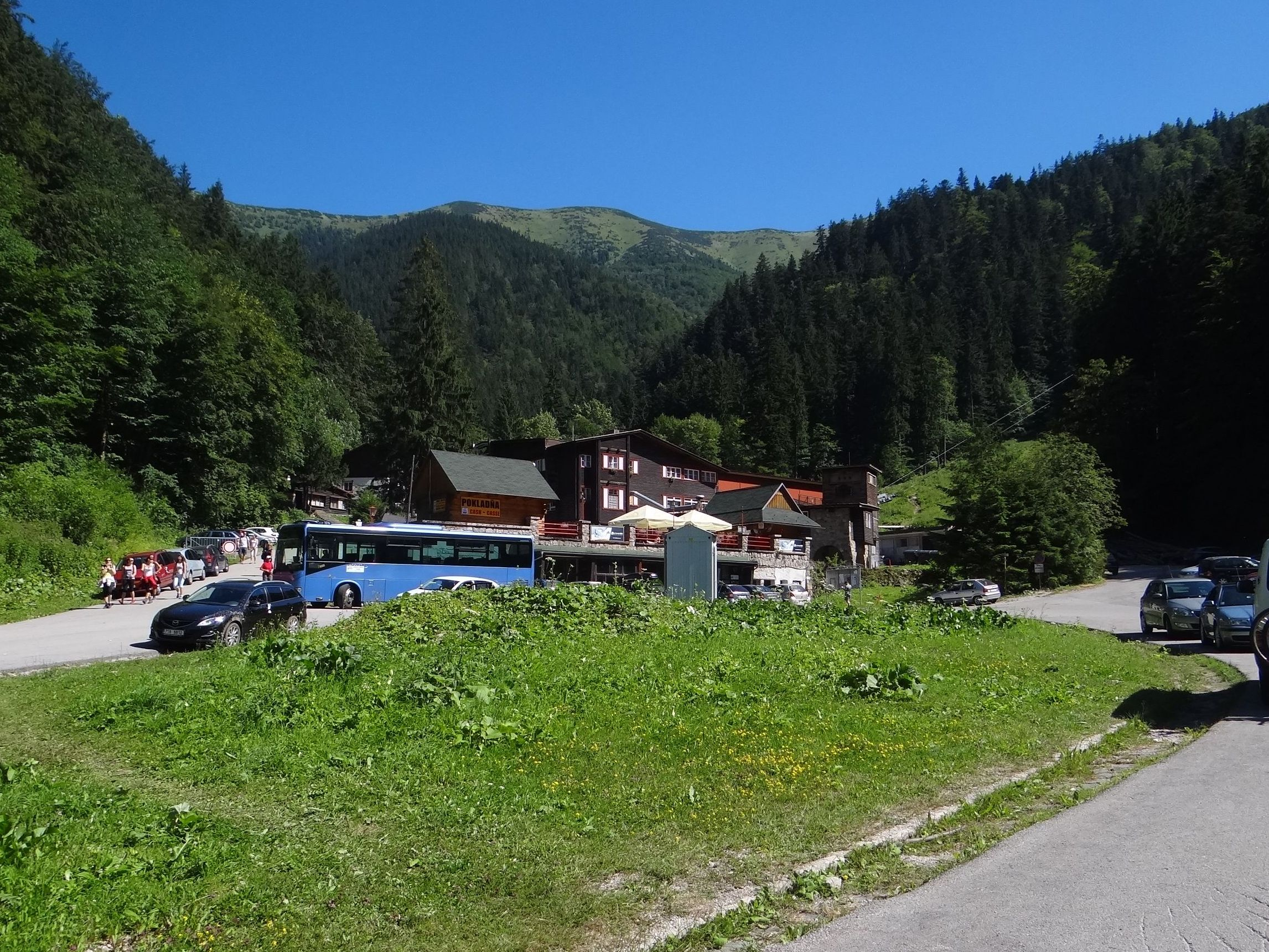
Vrátna

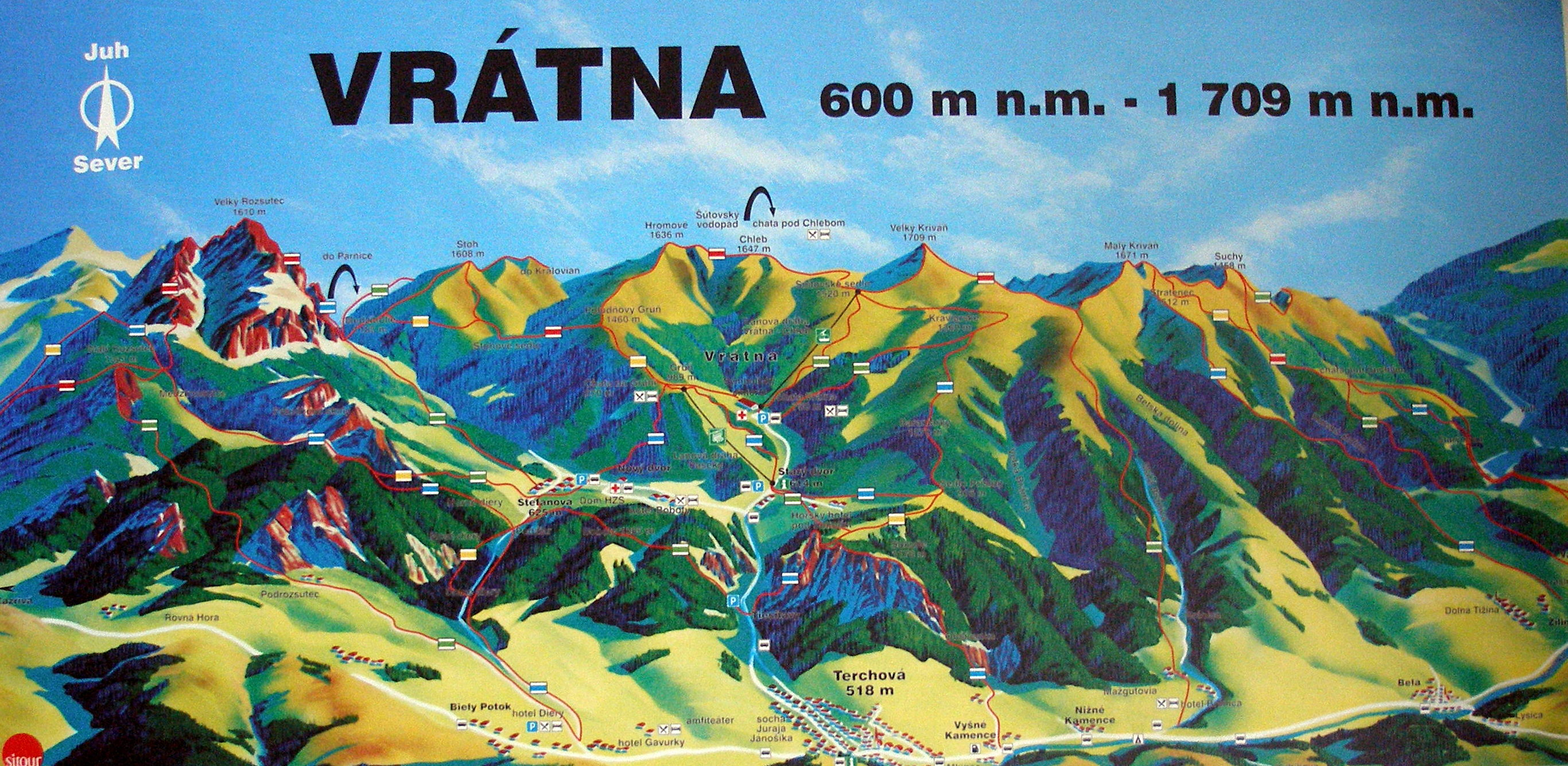
Vrátna i okolice – mapa panoramiczna

Vrátna – ośrodek turystyczny i narciarski w miejscowości Terchová w  paśmie górskim Mała Fatra na Słowacji (dokładniej w Małej Fatrze Krywańskiej). Znajduje się na wysokości około 750 m n.p.m., w Starej dolinie (odnoga Vrátnej doliny), u podnóży szczytów Chleb (1646 m), Hromové (1636 m) i przełęczy Snilovské sedlo (1624 m). Dochodzi do niego z miejscowości Terchová asfaltowa szosa i  jest tutaj parking, hotel, Horská služba, restauracja, bufet, wypożyczalnia sprzętu narciarskiego. 
Vrátna jest jednym z największych na Słowacji ośrodków narciarskich. Jest popularna wśród narciarzy, odbywają się tutaj także liczne zawody w narciarstwie zjazdowym. Działają dwa wyciągi orczykowe i kolejka gondolowa Vrátna – Chleb. Ma ona długość 1845 m i przewyższenie 754 m. Działa także latem i wywozi turystów na  główną grań Małej Fatry (na Snilovské sedlo), skąd wychodzą  najczęściej przez turystów uczęszczane  szlaki turystyczne Małej Fatry. Również z samej Vrátnej wychodzą szlaki turystyczne. 
W pobliżu dolnej stacji kolejki gondolowej znajduje się symboliczny Cmentarz Ofiar Gór w Małej Fatrze (symbolický cintorín v Malej Fatre).
W lipcu 2014 roku okolica została poszkodowana w wyniku gwałtownej powodzi - ewakuowano ponad 100 turystów, zniszczone zostały liczne pojazdy zaparkowane pod chatą Vrátna, woda uszkodziła też jedyną drogę dojazdową

## Szlaki turystyczne
Vrátna – Snilovské sedlo (alternatywa dla kolejki gondolowej). Czas wyjścia 2 h
  Vrátna – Chata na Grúni – Poludňový grúň. Czas wyjścia 1.30 h